# Longyan Guanzhishan Airport
Longyan Guanzhishan Airport (kinesiska: 龙岩冠豸山机场) är en flygplats i Kina. Den ligger i provinsen Fujian, i den sydöstra delen av landet, omkring 260 kilometer väster om provinshuvudstaden Fuzhou.
Runt Longyan Guanzhishan Airport är det ganska tätbefolkat, med 111 invånare per kvadratkilometer. Närmaste större samhälle är Wenheng, 0,86 km öster om Longyan Guanzhishan Airport. Trakten runt Longyan Guanzhishan Airport består till största delen av jordbruksmark.
Genomsnittlig årsnederbörd är 2 106 millimeter. Den regnigaste månaden är maj, med i genomsnitt 372 mm nederbörd, och den torraste är oktober, med 25 mm nederbörd.